# Непряхин, Гавриил Георгиевич
Гавриил Георгиевич Непряхин (24 марта 1896 года, г. Астрахань — 20 марта 1980 года, г. Казань) — патологоанатом, доктор медицинских наук, профессор. Участник Великой Отечественной войны.

## Биография
Гавриил Георгиевич Непряхин родился 24 марта 1896 года в Астрахани. В 1919 году окончил медицинский факультет Саратовского государственного университета имени Н. Г. Чернышевского. В студенческие годы его пригласил на работу в клинику на должность ординатора профессор А. М. Левковский (невропатолог Саратовского университета). Под его руководством в 1942 году защитил докторскую диссертацию на тему «Малярия: клинико-анатомическое и экспериментальное исследование».
Место работы: фельдшер, оспопрививатель, массажист, сопровождал при перевозке раненых и больных бойцов, врач сельского, железнодорожного и рыбопромыслового районов, руководил рыбопромышленными лабораториями, инфекционист в госпиталях для раненных и беженцев, прозектор, областной патологоанатом, военный врач Таманской дивизии на Кавказском фронте; ассистент кафедры патологической анатомии Астраханского государственного медицинского института (1920—1924), сотрудник Казанского университета (1924—1927).
В годы Великой Отечественной войны Непряхин Г. Г. возглавлял кафедру патанатомии Астраханского медицинского института, работал также главным патологоанатомом в эвакогоспиталях Астраханского прифронтового района. После войны продолжил работу в Астраханском медицинском институте, был зав. кафедрой патологической анатомии (1927—1955); потом — главный патологоанатом эвакогоспиталей Астраханского прифронтового района (1941—1945); зав. кафедрой гистологии, Северо-Осетинского медицинского института (1954—1959); зав. кафедрой патологической анатомии Казанского медицинского института (1959—1966) (ныне Казанский государственный медицинский университет); с. н. с. Центральной научно-исследовательской лаборатории Казанского государственного медицинского университета (ЦНИЛ КГМУ) (1967—1980). Председатель Казанского научного общества патологоанатомов.
Под руководством Непряхина Г. Г. подготовлено и защищено 12 докторских и 36 кандидатских диссертаций.
Научные интересы: малярия, алиментарная дистрофия, патогенез вяло гранулирующих ран, инфекционная и онкопатология, ревматизм, атеросклероз, тучные клетки и др.
Отличительной чертой его научной деятельности является то, что он не только руководил комплексными и коллективными работами, проводимыми совместно с представителями теоретических и клинических дисциплин, но и непосредственно принимал участие в этих исследованиях.
Гавриил Георгиевич Непряхин скончался 20 марта 1980 года в Казани на 84-м году жизни.

## Труды
Непряхин Гавриил Георгиевич является автором около 80 научных публикаций.
- Очерки популярное медицины. Астрахань. 1924.
- Тезисы к докладу профессора Г. Г. Непряхина на тему: «Малярия; клинико-анатомическое и экспериментальное исследование». — Астрахань. 1940.